# Guigone de Salins
Pour les articles homonymes, voir Salins.
Guigone de Salins (1403–1470) est une personnalité de la noblesse de l'État bourguignon au Moyen Âge. Dame de charité, elle est la fondatrice des Hospices de Beaune en 1443 avec son mari le richissime chancelier Nicolas Rolin.

## Biographie
Guigone de Salins est issue de la famille des seigneurs de Salins-la-Tour du Jura (branche de la seigneurie de Salins du comté de Bourgogne). Elle est la troisième fille d'Étienne de Salins-la-Tour et Louise de Rye.

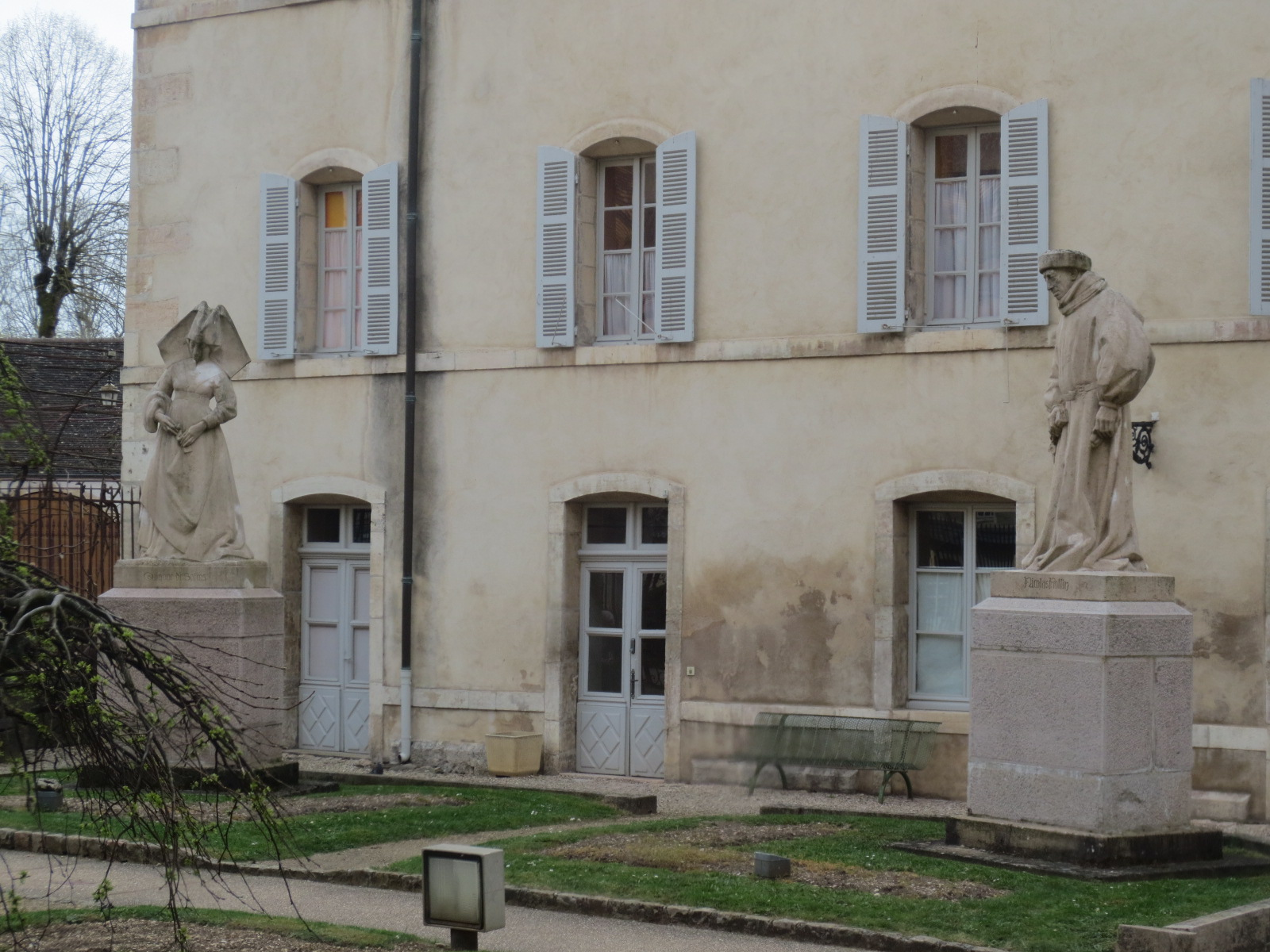
Statues de Guigone de Salins et de Nicolas Rolin, cour de la maison de retraite des Hospices de Beaune.
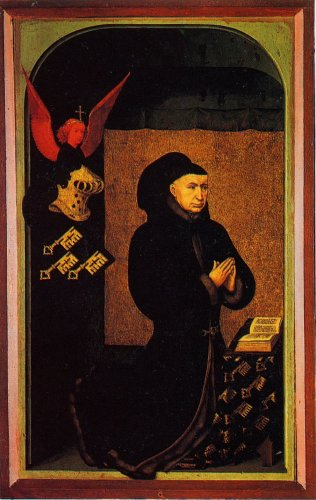
Nicolas Rolin (1376–1462).
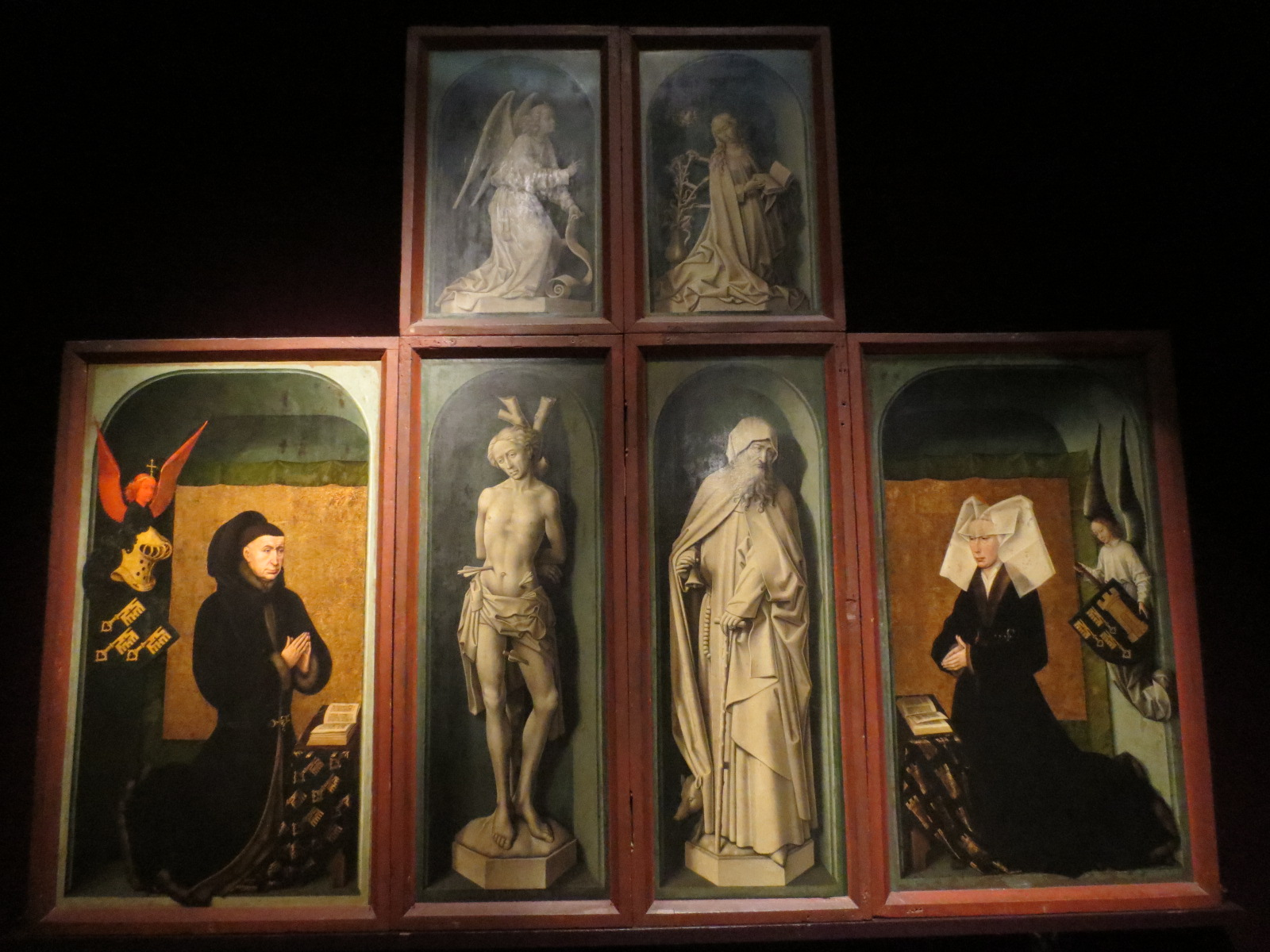
Nicolas Rolin et Guigone de Salins, Le Jugement dernier, par Rogier van der Weyden.
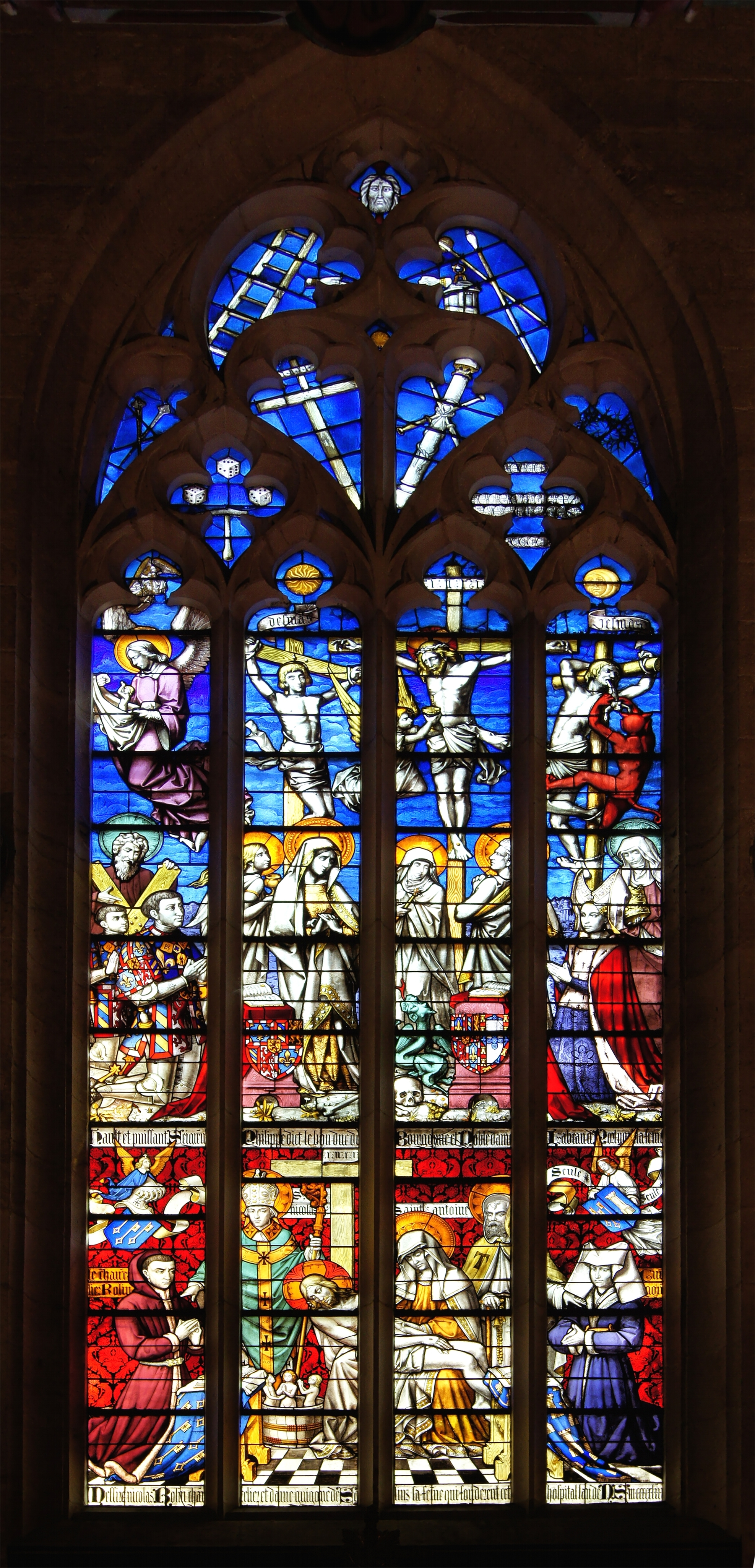
Guigone de Salins, en bas à droite du vitrail.

En 1423, âgée de 20 ans, elle devient la troisième épouse de Nicolas Rolin, alors âgé de 47 ans, richissime chancelier du duc Philippe le Bon (souverain de l'État bourguignon). Elle lui donne trois enfants : Louise, Claudine et Antoine Rollin.
Elle incite son mari à faire œuvre de charité et fonde avec lui les Hospices de Beaune en 1443, fondation « laïque » rare et audacieuse au XVe siècle. Elle introduit l'art dans l'hôpital où les indigents et les pèlerins sont soignés dans un décor de palais.

« Moi, Nicolas Rolin, chevalier, citoyen d’Autun, seigneur d’Authume et chancelier de Bourgogne, en ce jour de dimanche, le 4 du mois d’août, en l’an de Seigneur 1443 ... dans l’intérêt de mon salut, désireux d’échanger contre des biens célestes, les biens temporels ... je fonde, et dote irrévocablement en la ville de Beaune, un hôpital pour les pauvres malades, avec une chapelle, en l’honneur de Dieu et de sa glorieuse mère ... »

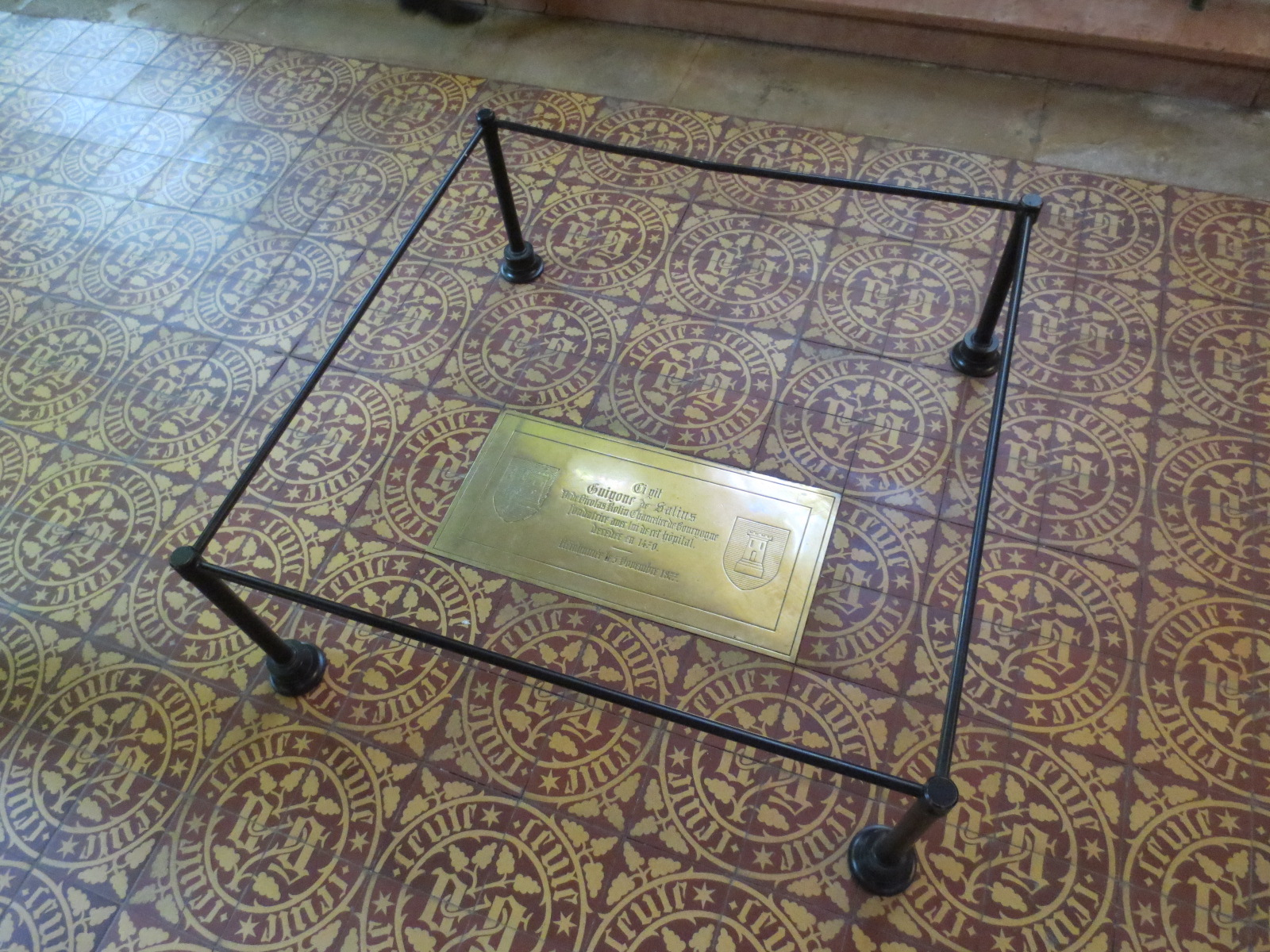
Carrelage à monogramme Seulle et plaque de la sépulture de Guigone de Salins devant l'autel de la chapelle des Hospices de Beaune.

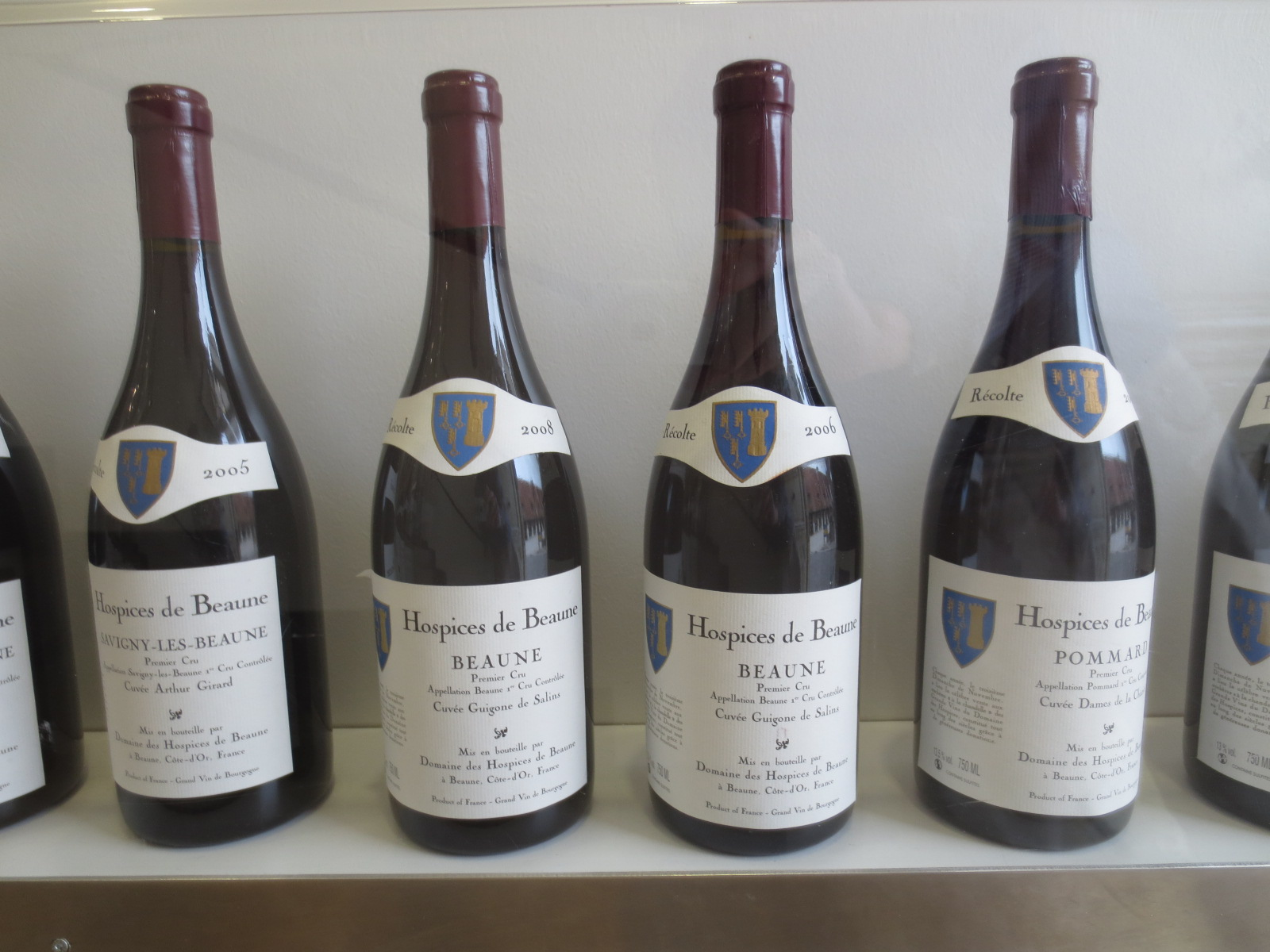
Cuvée de Beaune I^{er} cru des hospices de Beaune dédiée à Guigone de Salins.

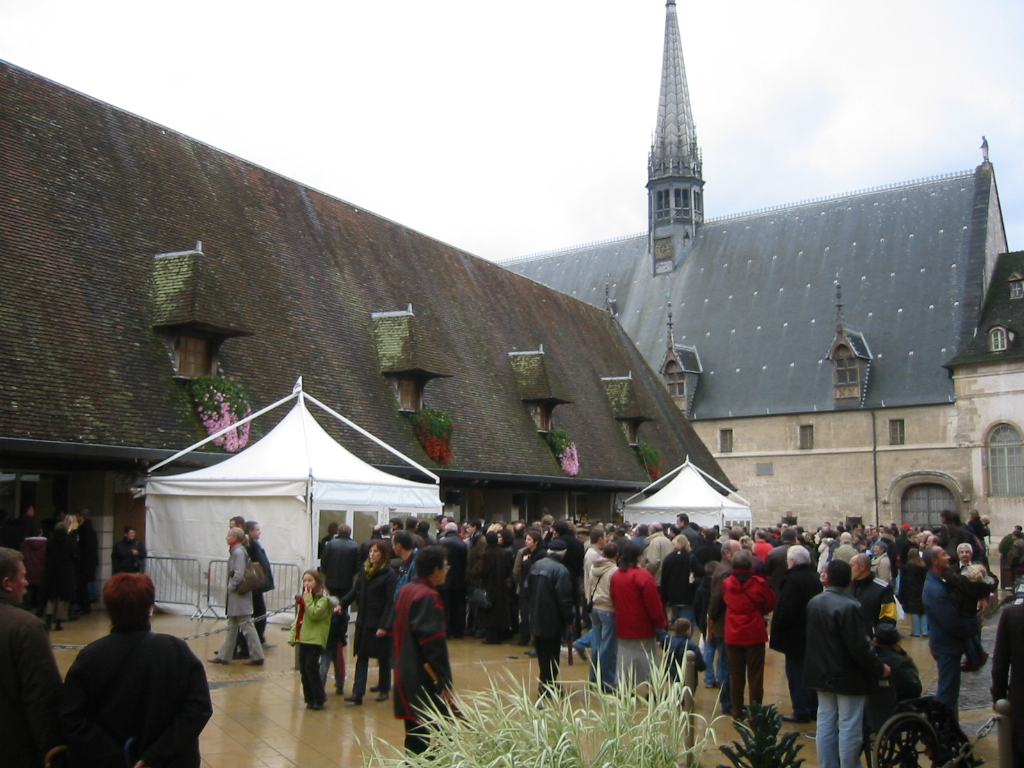
Vente des hospices de Beaune.

À partir de 1462, devenue veuve, elle continue à diriger l'Hôtel-Dieu jusqu’à la fin de sa vie et se consacre au réconfort des malades.

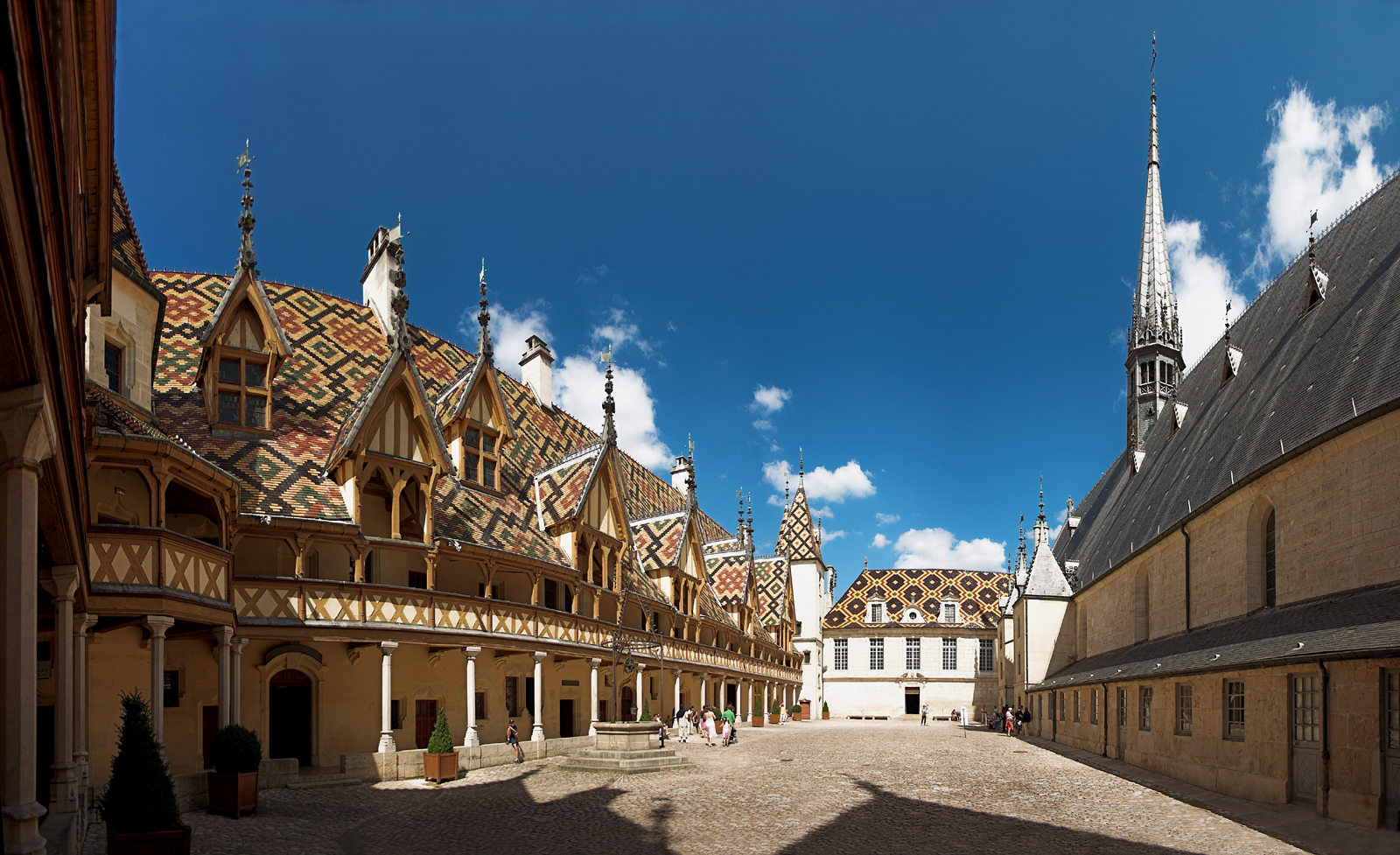
Cour intérieure des Hospices de Beaune, style gothique flamboyant avec toiture en tuile vernissée de Bourgogne.
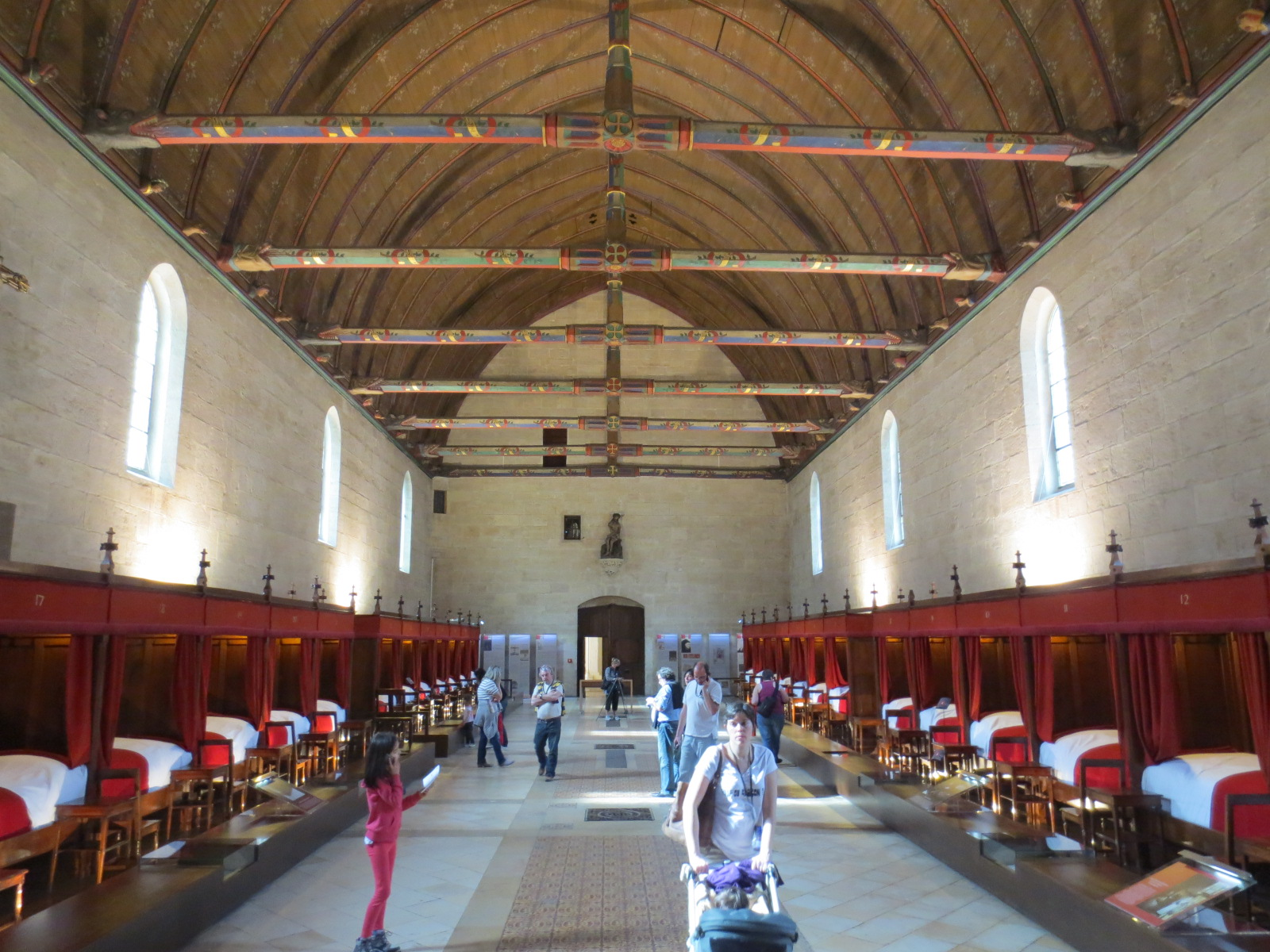
Grande salle « des pôvres ».
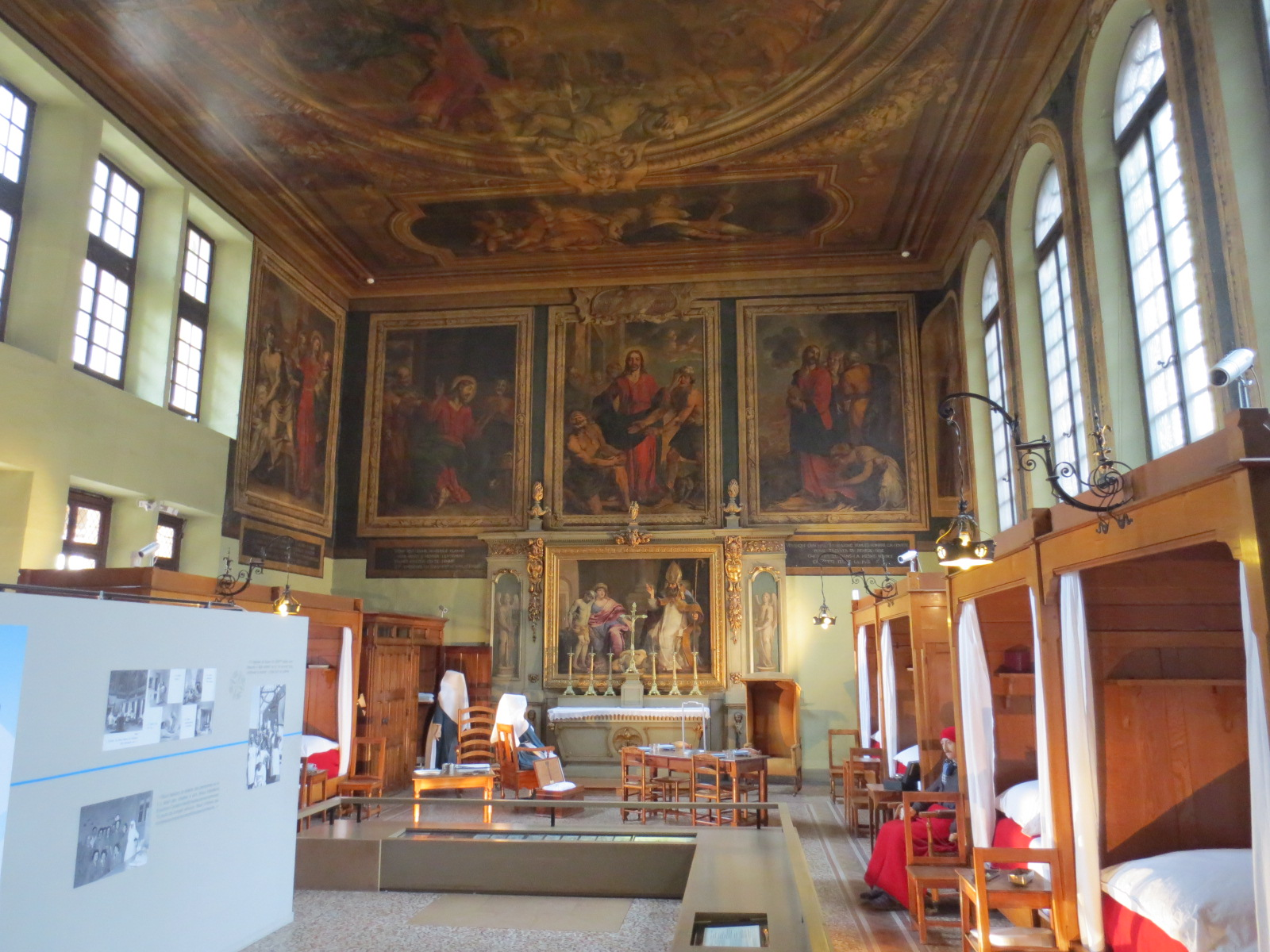
Salle Saint-Hugues.
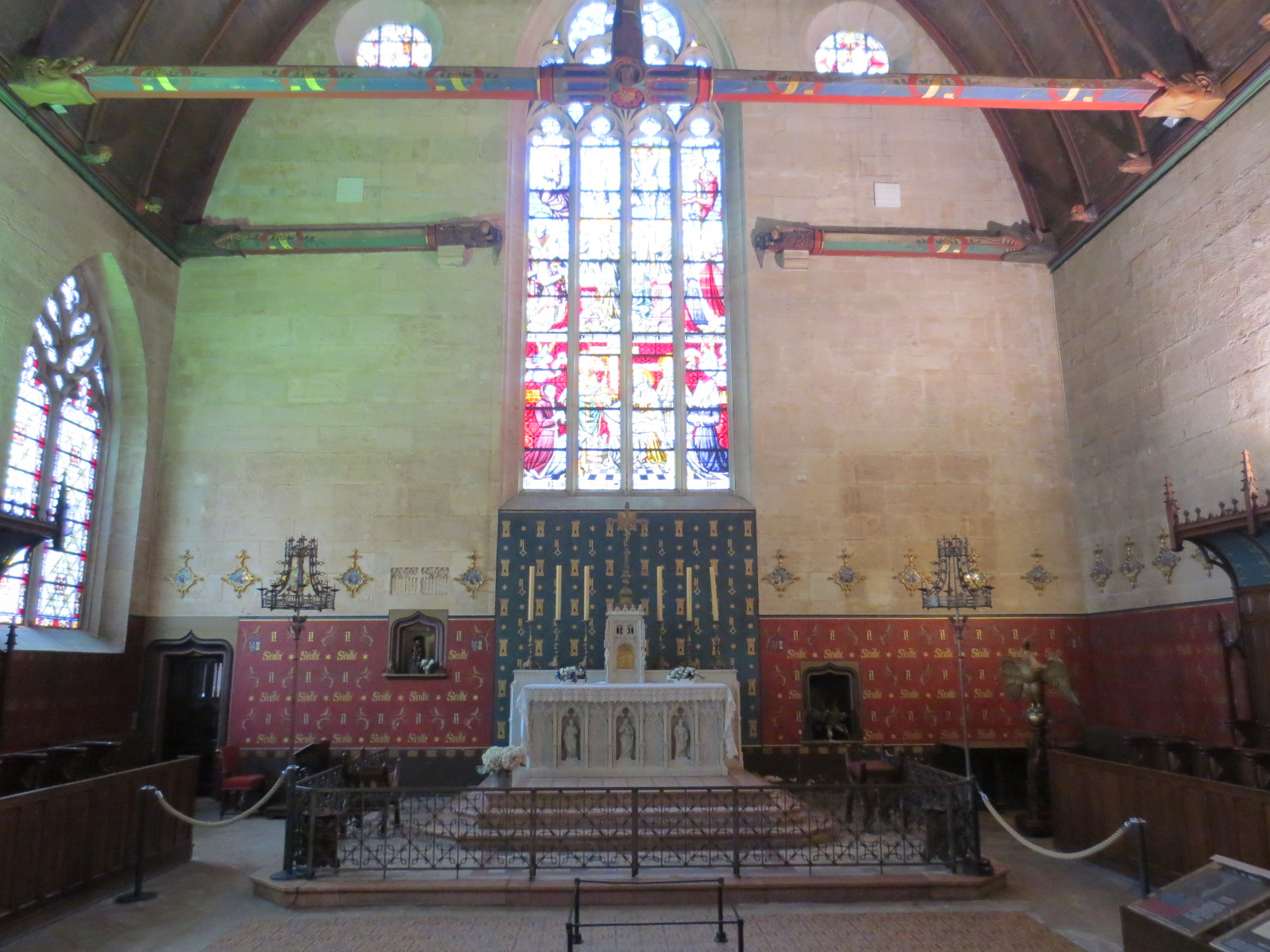
Chapelle et sépulture de Guigone de Salins au pied de l'autel.

En 1470 elle meurt et repose dans la chapelle de l'Hôtel-Dieu de Beaune.

## Représentations
Elle est représentée sur le polyptyque du Jugement dernier de Rogier van der Weyden et en statue dans la cour de l'Hôtel-Dieu.
Le carrelage de la grande salle des pauvres et de la chapelle témoigne de l'amour de Nicolas Rolin pour Guigone : il comprend le monogramme de Rolin et sa devise : Seulle en référence à sa femme, devise apposée sur tous leurs biens : « Seule dame de ses pensées elle sera l'astre qui lui montre le chemin du salut ».
Une cuvée de Beaune Ier cru des hospices de Beaune est dédiée à Guigone de Salins.
Philatélie : en 1943, un timbre de 4 francs bleu est émis. Il représente Nicolas Rolin et Guigone de Salins d'après le polyptyque du Jugement Dernier de Roger de le Pasture et le porche de l'Hôtel-Dieu. Il a bénéficié d'une vente anticipée le 21 juillet 1943 à Beaune. Il porte le no YT 583.

## Armoiries
Guigone de Salins porte : pour parti en I, d'azur à trois clefs d'or posées 2 et 1 (qui est de Rolin) et en II, d'azur à la tour d'or maçonnée de sable (qui est de Salins). Devise : Seulle (5eule).